# Mesodiphlebia crassivenia
Mesodiphlebia crassivenia är en fjärilsart som beskrevs av Philipp Christoph Zeller 1881. Mesodiphlebia crassivenia ingår i släktet Mesodiphlebia och familjen mott. Inga underarter finns listade i Catalogue of Life.